# أورمو أفا
أورمو أفا مواليد 2 فبراير 1979 في تالين، هو سائق راليات إستوني بدأ مسيرته في سنة 2002. كان أول رالي له هو رالي فنلندا 2002. تنافس في بطولة العالم للراليات.

## روابط خارجية
- أورمو أفا على موقع Rallye-info.com (الإنجليزية)
- أورمو أفا على موقع eWRC-results.com (الإنجليزية)